# Leroy Abanda
Leroy Abanda Mfomo (Le Blanc-Mesnil, 7 giugno 2000) è un calciatore francese, difensore del Suwon.

## Carriera

### Club
Cresciuto nei settori giovanili di Académie de Football de Bobigny, Paris Université Club e Monaco, il 25 gennaio 2019 viene acquistato dal Milan, firmando un contratto fino al 2023 e venendo aggregato alla formazione Primavera. Il 5 febbraio 2020 viene ceduto in prestito agli svizzeri del Neuchâtel Xamax, con cui esordisce fra i professionisti. Il 31 agosto 2021 passa in prestito al Boulogne, militante nella terza divisione francese. Il 28 luglio 2022 viene acquistato a titolo definitivo dai belgi del Seraing, firmando un contratto biennale con opzione di rinnovo.

### Nazionale
Ha giocato nelle nazionali giovanili francesi Under-16 ed Under-17.

## Statistiche

### Presenze e reti nei club
Statistiche aggiornate al 23 dicembre 2022.
| Stagione        | Squadra         | Campionato      | Campionato | Campionato | Coppe nazionali | Coppe nazionali | Coppe nazionali | Coppe continentali | Coppe continentali | Coppe continentali | Altre coppe | Altre coppe | Altre coppe | Totale | Totale |
| Stagione        | Squadra         | Comp            | Pres       | Reti       | Comp            | Pres            | Reti            | Comp               | Pres               | Reti               | Comp        | Pres        | Reti        | Pres   | Reti   |
| --------------- | --------------- | --------------- | ---------- | ---------- | --------------- | --------------- | --------------- | ------------------ | ------------------ | ------------------ | ----------- | ----------- | ----------- | ------ | ------ |
| feb.-giu. 2020  | Neuchâtel Xamax | ASL             | 9          | 0          | CS              | -               | -               |                    | -                  | -                  |             | -           | -           | 9      | 0      |
| 2021-2022       | Boulogne        | N               | 19         | 0          |                 | -               | -               |                    | -                  | -                  |             | -           | -           | 19     | 0      |
| 2022-2023       | Seraing         | D1              | 17         | 0          | CB              | 3               | 0               |                    | -                  | -                  |             | -           | -           | 20     | 0      |
| Totale carriera | Totale carriera | Totale carriera | 45         | 0          |                 | 3               | 0               |                    | -                  | -                  |             | -           | -           | 48     | 0      |